# Station Merkholtz
Station Merkholtz (Luxemburgs: Mäerkels) is een spoorwegstation in de buurtschap Merkholtz in de gemeente Kiischpelt in het noordwesten van Groothertogdom Luxemburg.
Het station wordt beheerd door de Luxemburgse vervoerder CFL en ligt aan lijn 1b.
Merkholtz is het op twee na laatste station op de 9,4 km lange enkelsporige zijtak die bij station Kautenbach van lijn 1 afsplitst. Station Wiltz is sinds 1967 eindstation op de lijn.

## Treindienst
| Serie   | Treinsoort             | Route                          | Bijzonderheden                            |
| ------- | ---------------------- | ------------------------------ | ----------------------------------------- |
| RE 1800 | Regional-Express (CFL) | Kautenbach – Merkholtz – Wiltz | Op werkdagen, halfuursdienst met RE 1700. |
| RB 1750 | Regionalbahn (CFL)     | Kautenbach – Merkholtz – Wiltz | Rijdt alleen in het weekend.              |

CFL Lijn 1:
Luxemburg · Pfaffenthal-Kirchberg · Dommeldange · Walferdange · Heisdorf · Lorentzweiler · Lintgen · Mersch · Cruchten · Colmar-Berg · Schieren · Ettelbruck · Michelau · Goebelsmühle · Kautenbach · Wilwerwiltz · Drauffelt · Clervaux · Maulusmühle · Troisvierges · Bellain

CFL Lijn 1a: Ettelbruck · Diekirch

CFL Lijn 1b: Kautenbach · Merkholtz · Paradiso · Wiltz · Winseler · Schleif · Schimpach-Wampach
Zie ook: CFL Lijn 2 · CFL Lijn 3 · CFL Lijn 4 · CFL Lijn 5 · CFL Lijn 6 · CFL Lijn 6a · CFL Lijn 6b · CFL Lijn 6c · CFL Lijn 7